# Paul Sabatier (théologien)
Pour les articles homonymes, voir Sabatier.
Ne doit pas être confondu avec Paul Sabatier (chimiste).
Charles Paul Marie Sabatier, né le 3 ou 9 août 1858 à Saint-Michel-de-Chabrillanoux et mort le 5 mars 1928 à Strasbourg, est un pasteur et historien français. Spécialiste de François d'Assise, il est professeur d'histoire à la faculté de théologie protestante de Strasbourg de 1919 à 1928.

## Biographie
Paul Sabatier naît en Ardèche, et fait ses études à la faculté de théologie protestante de Paris, où il soutient sa thèse de baccalauréat, intitulée « La Didachè ou l'enseignement des douze apôtres », en 1885. 
En 1885, il est nommé suffragant de l'église Saint-Nicolas de Strasbourg puis il est pasteur à Saint-Cierge en 1889. Il ne reste pasteur de paroisse que quatre ans. Ernest Renan l'encourage à réaliser une étude critique sur François d'Assise. Il publie La Vie de saint François d'Assise en 1894, ouvrage plusieurs fois réédité et dont la version définitive est posthume. Il fonde en 1902 la Société internationale d'études franciscaines.
Il est proche des catholiques modernistes néerlandais. Il publie en 1905 À propos de la séparation des Églises et de l'État. Il porte la parole des catholiques qui soutiennent la séparation, ce qui lui vaut des accusations des catholiques orthodoxes et la mise à l'index de son ouvrage sur François d'Assise, par mesure de rétorsion. Il collabore à la Revue historique et à la Revue chrétienne. Après la Première Guerre mondiale, il est professeur d'histoire à la faculté de théologie protestante de Strasbourg, de 1919 jusqu'à sa mort en 1928, à Strasbourg.

## Publications
- La Vie de saint François d'Assise, prix Marcelin Guérin de l’Académie française en 1894
- À propos de la séparation des Églises et de l'État, 1905, lire en ligne sur Gallica [lire en ligne].
- Les Modernistes, Paris, 1909
- L'Orientation religieuse de la France actuelle, Paris, 1911.

## Distinctions
- Prix Marcelin-Guérin de l’Académie française en 1894 pour La Vie de saint François d'Assise
- Docteur honoris causa des universités d'Oxford, d'Aberdeen et d'Édimbourg[8]
- Membre de la Société royale de littérature de Londres
- Membre de l'Académie des Lyncéens
- Citoyen d'honneur d'Assise